# Marathon van Enschede 1994
De marathon van Enschede 1994 werd gelopen op zondag 5 juni 1994. Het was de 26e editie van deze marathon.
Van alle mannen kwam de 28-jarige Pool Piotr Poblocki als eerste over de streep in 2:13.01. De wedstrijd bij de vrouwen werd gewonnen door de 28-jarige Italiaanse Franca Fiacconi in 2:37.43.

## Uitslagen

### Mannen
| rang   | naam               | land | tijd    |
| ------ | ------------------ | ---- | ------- |
| Goud   | Piotr Poblocki     | POL  | 2:13.01 |
| Zilver | Marnix Goegebeur   | BEL  | 2:13.47 |
| Brons  | Chris Verbeeck     | BEL  | 2:14.18 |
| 4      | Niima Tuluway      | TAN  | 2:14.18 |
| 5      | Sergey Rozum       | RUS  | 2:15.13 |
| 6      | Michel de Maat     | NED  | 2:15.22 |
| 7      | Andrey Kuznetzov   | RUS  | 2:16.18 |
| 8      | Jean-Pierre Paumen | BEL  | 2:16.24 |
| 9      | Gusman Abdulin     | RUS  | 2:16.36 |
| 10     | Aleksandr Kuftyrev | RUS  | 2:16.41 |
| 11     | Kipsubei Kosgei    | KEN  | 2:17.29 |
| 12     | Wieslaw Palczynski | POL  | 2:17.57 |
| 13     | Owen Machelm       | RSA  | 2:18.39 |
| 14     | Rustam Shagiev     | RUS  | 2:18.59 |
| 15     | Nikolay Plykin     | RUS  | 2:19.08 |
| 16     | Jos Sasse          | NED  | 2:19.08 |
| 17     | Viktor Novoselov   | UKR  | 2:19.10 |
| 18     | Osvaldo Faustini   | ITA  | 2:20.19 |
| 19     | Pawel Tarasiuk     | POL  | 2:20.28 |
| 22     | Carlos Ayala       | MEX  | 2:23.27 |
| 23     | Viktor Mosgovoy    | BLR  | 2:24.13 |

### Vrouwen
| rang   | naam                | land | tijd    |
| ------ | ------------------- | ---- | ------- |
| Goud   | Franca Fiacconi     | ITA  | 2:37.43 |
| Zilver | Lutsia Belyayeva    | RUS  | 2:39.20 |
| Brons  | Mieke Pullen        | NED  | 2:42.08 |
| 4      | Agota Farkas        | HUN  | 2:43.13 |
| 5      | Elena Plastinina    | UKR  | 2:49.27 |
| 6      | Natalya Balyakina   | RUS  | 2:50.12 |
| 7      | Andrea Beresova     | SVK  | 2:51.54 |
| 8      | Czeslawa Mentlewicz | POL  | 2:52.45 |

1947 ·
1949 ·
1951 ·
1953 ·
1955 ·
1957 ·
1959 ·
1961 ·
1963 ·
1965 ·
1967 ·
1969 ·
1971 ·
1973 ·
1975 ·
1977 ·
1979 ·
1981 ·
1983 ·
1985 ·
1987 ·
1989 ·
1991 ·
1992 ·
1993 ·
1994 ·
1995 ·
1996 ·
1997 ·
1998 ·
1999 ·
2000 ·
2001 ·
2002 ·
2003 ·
2004 ·
2005 ·
2006 ·
2007 ·
2008 ·
2009 ·
2010 ·
2011 ·
2012 ·
2013 ·
2014 ·
2015 ·
2016 ·
2017 ·
2018 ·
2019 ·
2020 · 2021 ·
2022 ·
2023 ·
2024 ·
2025